# Bad Sex in Fiction Award
Bad Sex in Fiction Award, česky doslovně: Cena za špatný sex v románu, je každoročně udělovaná literární anticena, kterou vyhlašuje britský časopis Literary Review. Nositelem se stává spisovatel, jenž podle názoru daného magazínu nejhůře popsal sexuální scénu v jinak dobrém románovém příběhu.
Ocenění má podobu poloabstraktní sošky nazvané „Sex v 50. letech dvacátého století“. Znázorňuje nahou ženu nataženou přes otevřenou knihu. Cena byla založena v roce 1993 literární kritičkou Rhodou Koenigovou a tehdejším šéfredaktorem časopisu Auberonem Waughem.
Důvodem udělování anticeny je „upoutání pozornosti na brakové, nechutné a často povrchní používání opakujících se pasáží sexuálních scén v moderních románech a snaha o jejich zamezení.“
Prvním posmrtně oceněným laureátem se v roce 2007 stal americký spisovatel Norman Mailer, jenž zemřel ve věku 84 let přibližně měsíc před vyhlášením výsledků.

## Seznam vítězů
| Rok  | vítěz               | vítěz              | stát                                                                     | román                                                                    | zdroj  |
| ---- | ------------------- | ------------------ | ------------------------------------------------------------------------ | ------------------------------------------------------------------------ | ------ |
| 1993 | Bragg, Melvyn       | Melvyn Bragg       | Spojené království                                                       | A Time to Dance                                                          | [ 5 ]  |
| 1994 | Hook, Ph            | Philip Hook        | Spojené království                                                       | The Stonebreakers                                                        | [ 3 ]  |
| 1995 | Kerr, Ph            | Philip Kerr        | Spojené království                                                       | Gridiron                                                                 | [ 6 ]  |
| 1996 | Huggins, Dav        | David Huggins      | Spojené království                                                       | The Big Kiss: An Arcade Mystery                                          | [ 5 ]  |
| 1997 | Royle, Nich         | Nicholas Royle     | Spojené království                                                       | The Matter of the Heart                                                  | [ 3 ]  |
| 1998 | Faulks, Seb         | Sebastian Faulks   | Spojené království                                                       | Charlotte Gray                                                           | [ 7 ]  |
| 1999 | Gill, A.            | A. A. Gill         | Spojené království                                                       | Starcrossed                                                              | [ 8 ]  |
| 2000 | Thomas, Sean        | Sean Thomas        | Spojené království                                                       | Kissing England                                                          | [ 9 ]  |
| 2001 | Hart, Chris         | Christopher Hart   | Spojené království                                                       | Rescue Me                                                                | [ 10 ] |
| 2002 | Perriamová, Wen     | Wendy Perriamová   | Spojené království                                                       | Tread Softly                                                             | [ 4 ]  |
| 2003 | Bahal, Aniruddha    | Aniruddha Bahal    | Indie                                                                    | Bunker 13                                                                | [ 11 ] |
| 2004 | Wolfe, Tom          | Tom Wolfe          | Spojené státy americké                                                   | I Am Charlotte Simmons                                                   | [ 3 ]  |
| 2005 | Coren, Gil          | Giles Coren        | Spojené království                                                       | Winkler                                                                  | [ 12 ] |
| 2006 | Hollingshead, Iain  | Iain Hollingshead  | Spojené království                                                       | Twenty Something                                                         | [ 13 ] |
| 2007 |                     | Norman Mailer      | Spojené státy americké                                                   | Lesní zámek aneb Hitlerův přízrak (The Castle in the Forest)             | [ 14 ] |
| 2008 | Johnson, Rachel     | Rachel Johnsonová  | Spojené království                                                       | Shire Hell                                                               | [ 15 ] |
| 2008 | Updike, John        | John Updike        | Spojené státy americké                                                   | Cena za celoživotní dílo                                                 | [ 15 ] |
| 2009 | Littell, Johnat     | Jonathan Littell   | Spojené státy americké Francie                                           | Laskavé bohyně (Les Bienveillantes)                                      | [ 16 ] |
| 2010 |                     | Rowan Somerville   | Spojené království                                                       | The Shape of Her                                                         | [ 17 ] |
| 2011 | Guterson, Dav       | David Guterson     | Spojené státy americké                                                   | Ed King                                                                  | [ 18 ] |
| 2012 | Hustonová, Nancy    | Nancy Hustonová    | Kanada                                                                   | Infrarouge                                                               | [ 19 ] |
| 2013 | Suri, Manil         | Manil Suri         | Indie Spojené státy americké                                             | The City of Devi                                                         | [ 20 ] |
| 2014 | Okri, Ben           | Ben Okri           | Nigérie                                                                  | The Age of Magic                                                         | [ 21 ] |
| 2015 | Morrissey           | Morrissey          | Spojené království                                                       | List of the Lost                                                         | [ 22 ] |
| 2016 | De Luca             | Erri De Luca       | Itálie                                                                   | Il giorno prima della felicità                                           | [ 23 ] |
| 2017 | Bollen, Christopher | Christopher Bollen | Spojené státy americké                                                   | The Destroyers                                                           | [ 24 ] |
| 2018 | Frey, James         | James Frey         | Spojené státy americké                                                   | Katerina                                                                 | [ 25 ] |
| 2019 | Decoin, Didier      | Didier Decoin      | Francie                                                                  | Úřad pro zahrady a rybníky (Le Bureau des jardins et des étangs)         | [ 26 ] |
| 2019 | Harvey, John        | John Harvey        | Spojené království                                                       | Pax                                                                      | [ 26 ] |
| 2020 | cena neudělena      | cena neudělena     | podle vyhlašovatelů byli lidé již „letos vystaveni mnoha špatným věcem“. | podle vyhlašovatelů byli lidé již „letos vystaveni mnoha špatným věcem“. | [ 27 ] |
| 2021 | cena neudělena      | cena neudělena     |                                                                          |                                                                          | [ 28 ] |
| 2022 | cena neudělena      | cena neudělena     |                                                                          |                                                                          | [ 28 ] |